# Wolfgang-Uwe Friedrich
Wolfgang-Uwe Friedrich (* 17. Juli 1952 in Bodenwerder; † 16. Juni 2023 in Hannover) war ein deutscher Politikwissenschaftler. Von 2002 bis Ende 2020 war er Präsident der Universität Hildesheim und von 2021 bis Juni 2023 Präsident der Gottfried-Wilhelm-Leibniz-Gesellschaft in Hannover.

## Leben
Nach einem Studium der Geschichte, Politikwissenschaft und Slawistik promovierte Friedrich im Jahr 1982 im Fach Geschichte an der Universität Göttingen. Auslandsaufenthalte führten ihn an die St.-Kliment-Ohridski-Universität Sofia und die Universität Istanbul. Spätere Forschungsaufenthalte verbrachte er in Historischen Archiven in Bonn, Wien, Paris, London, Oxford, Washington D.C., Boston, Atlanta, Stanford und Simi Valley. 1992 habilitierte er im Fach Politikwissenschaft an der Universität Hildesheim. 1982–1983 war er John F. Kennedy Fellow an der Harvard University, 1985 Visiting Professor an der Arizona State University. Weitere Lehrtätigkeiten nahm er an der Universität Göttingen, der Universität Hannover und der Universität Greifswald wahr.
Ab 1996 lehrte er als Professor für Politikwissenschaft an der Universität Hildesheim, ab 2021 als Seniorprofessor. Seine Forschungsschwerpunkte liegen im Bereich der Internationalen Politik.
Ab 2001 war Friedrich im Hochschulmanagement tätig: von 2001 bis 2002 als Vizepräsident für Forschung und wissenschaftlichen Nachwuchs der Universität Hildesheim und von 2002 bis 2020 als ihr Präsident. Von 2005 bis 2008 war er Vorstandsmitglied der Landeshochschulkonferenz Niedersachsen, seit dem 1. Januar 2015 bis zum 31. Dezember 2020 als deren Vorsitzender. In dieser Eigenschaft war er u. a. Mitglied des Senats der deutschen Hochschulrektorenkonferenz und beratendes Mitglied der Wissenschaftlichen Kommission Niedersachsen.
Von 2008 bis 2016 war Friedrich Mitglied des ZDF-Fernsehrats, seit 2016 war er abwechselnd Mitglied im Programmbeirat von arte-Deutschland und arte GEIE. 2021 wurde er zum Präsidenten der Gottfried-Wilhelm-Leibniz-Gesellschaft gewählt.
Am 7. Dezember 2013 wurde Friedrich die Ehrendoktorwürde der Staatlichen Jaroslav-der-Weise-Universität Velikij Novgorod verliehen. Am 3. Dezember 2020 erhielt er den Niedersächsischen Verdienstorden 1. Klasse verliehen.
Friedrich verstarb nach längerer Krankheit am 16. Juni 2023 im Alter von 70 Jahren.

## Mitgliedschaften (Auswahl)
- Atlantik-Brücke e. V.
- Deutsche Vereinigung für Politische Wissenschaft e. V.[6]
- Rotary-Club Hildesheim e. V.
- ARTE-Programmbeirat[7]
- Gottfried-Wilhelm-Leibniz-Gesellschaft e. V.[4]

## Publikationen (Auswahl)
- Bulgarien und die Mächte 1913–1915. Ein Beitrag zur Weltkriegs- und Imperialismusgeschichte. Quellen und Studien zur Geschichte des östlichen Europa 21. Steiner-Verlag-Wiesbaden-GmbH, Stuttgart 1985, ISBN 3-515-04050-1.
- DDR – Deutschland zwischen Elbe und Oder. Kohlhammer, Stuttgart 1989, ISBN 3-17-010758-5.
- Die USA und die Deutsche Frage 1945–1990. Campus, Frankfurt 1991, ISBN 3-593-34460-2.
- Die totalitäre Herrschaft der SED. Wirklichkeit und Nachwirkungen. In: C.H. Beck. Perspektiven und Orientierungen. Schriftenreihe des Bundeskanzleramtes. München 1998, ISBN 3-406-43660-9.